# Ukurena
rena（2022年7月13日、ukurena（ウクレナ、2005年9月29日 - ）より改名）は、日本のウクレレプレイヤー。兵庫県神戸市出身。羚奈（れな）名義でモデル活動も行っている。モデルエージェンシー・フロス所属。
2022年7月13日、日本コロムビアレコードよりメジャーデビュー決定。その後、アーティスト名を『rena』に改名。

## 来歴
5歳よりモデル活動を始める。幼少は名古屋拠点のモデルエージェンシー・シスターモデルズ（現シスターマネージメント）に所属。
その後、拠点を東京に移し、8歳よりウクレレを始める。ウクレレ世界チャンピオンのJazzoomCafeに師事。2015年1月、名古屋市で開催されたウクレレパフォーマンスコンテストにてMVPを受賞。2016年2月、ハワイ・オアフ島で開催された第5回インターナショナル・ウクレレ・コンテスト・13歳以下ソロ部門にて優勝。ウクレレジュニア世界チャンピオンとなる。
2019年1月に開催されたウクレレパフォーマンスコンテスト・ソロ部門では当時13歳で史上最年少の特別審査員も務め「ukurena賞」まで設けられた。そして翌年、2020年1月にカリフォルニアで開催された世界最大音楽トレードショーの一つ「NAMM SHOW2020」にウクレレdemoプレイヤーとして出演。
2021年メルカリ主催『メルカリコンサート　ギターオーディション』オールギター部門にて『エモーショナルアワード』特別賞を受賞。
2022年7月13日、日本コロムビアレコードよりメジャーデビューが決定。Jazz ukulele selection 酒とバラの日々 / ハナミズキ、配信シングルが発表された。ジャズピアニスト：Jacob Kollerがプロデュース。
ウクレレは長野県に工房を構えるハンドメイドウクレレ・セイレンのカスタムモデル『SLC-300gカスタム』『SLT-550カスタム』を愛用、セイレン・オフィシャルアーティスト。
DAIKING CORPORATIONのオリジナルストラップを愛用、ダイキング・コーポレーション・オフィシャルアーティスト。
2020年2月より米国のピックアップメーカーMI-SIと契約し、オフィシャル・パフォーマンス・アーティストとなる。アンプはPhil JonesのNanobassx4を愛用しており、オフィシャルHPに愛用者として掲載。
ギターはTaylor Guitarの『214CE』『524CE』を愛用し、アメリカンポップミュージックを得意としている。
モデル業としては、モデルエージェンシー・フロスに所属。モデル羚奈（れな）としてTVCM、ファッション雑誌、カタログ等で活動している。

## 人物
- 幼少よりインターナショナルスクールに通っているため、英語、日本語を話すバイリンガル。フランス語も若干話せる。
- ハワイアンミュージックのみならず、洋楽、J-POP、JAZZ、ボサノバ等幅広いジャンルを演奏、特にソロ弾きを得意としている。

## ディスコグラフィ

### CD
- ファーストミニアルバム『ukulele♥heart』　2016年11月7日リリース
- ファーストフルアルバム『Duality』 2018年7月17日リリース

### DVD
- 『ゼッタイ弾ける! ソロ・ウクレレ超入門』　2019年5月29日リリース

### アプリ
- ウクレナオリジナルアプリ（i-tune & Android) 2016年リリース

## 出演

### テレビ
- イッツコム 『NICOTAMA SONIC』2016年
- TBS『好きか嫌いか言う時間　天才キッズは遺伝か環境か』2017年8月

### ラジオ
- 『MID-FM761 ハワイアン8カフェ』東海地区　2015年
- 『KZOOラジオ』ハワイ諸島　2016年2月
- 『NACK5』全国　2016年5月、2018年8月
- 『FMサルース　ハッピーウクレレタイム』関東地区　2016年3月、2016年11月、2018年７月
- 『練馬放送、FM MOOV KOBE』2020年8月

### 雑誌
- ウクレレ専門マガジン『ローリングココナッツ』に特集ページにて掲載　2016年4月発行
- ウクレレ専門マガジン『ウクレレマガジン[3]16冬』に特集にて掲載
- ウクレレ専門マガジン『ウクレレアラモード』Topicページに掲載　2018年12月発行
- 『CUUGAL』にウクレレ・アーティストとして掲載　2021年1月

### ライブ
レコ発ライブ
2018年
- ファーストフルアルバム『Duality』の発売を記念して各地でライブツアーを実施

2017年
- ファーストミニアルバム『ukulele♥heart』の発売を記念して全国ライブツアーを実施
- 東京、横浜、名古屋、大阪、神戸、福岡にて

海外ライブ
- 『台湾ウクレレフェスティバル』2017年4月、2021年5月（オンライン）

インストアライブ
- 『山野楽器』（関東エリア：銀座本店、湘南、池袋、成城、新百合ヶ丘、八王子、千葉、辻堂、川崎　他）
- 『黒澤楽器』（関東エリア：本店、横浜、町田、他）
- 『TOWER RECORD』（関東エリア：武蔵小杉、東戸塚、他）
- 『TSUTAYA』（関東エリア：六本木）
- 『伊藤楽器』（松戸）

ウクレレワークショップ＆ミニライブ
- 『島村楽器』（関東エリア：横浜、八王子、前橋、錦糸町、津田沼、川崎、長野県松本市、札幌）
- 『ウクレレマニア』（東京都）

その他ライブ
- 伊勢神宮『外宮さん　ゆかたで千人お参り』奉納演奏（三重県）
- 『横浜ウクレレピクニック・メインステージ』（神奈川県）
- 『大江戸ハワイフェスティバル』（東京都）
- 『鯱レレ・コンサート』（愛知県）
- 『船橋ハワイアンフェスティバル』（千葉県）
- 『全国こどもウクレレ祭』（群馬県）
- 『名古屋ハワイアン・フェスティバル』（愛知県）
- 原宿ライブハウス『クロコダイル』（東京都）
- 『東京ハンドクラフトギター展』（東京都）
- 『ハワイアンフェスティバル』（大阪府）
- 『ウクレレワンダーランド』（東京都）
- 百貨店にて『ハワイアンフェスティバル』（関東エリア：松屋銀座、京急上大岡、八木橋、東急吉祥寺、セレオ国分寺　他）
- 東京ミッドランド『HML FESTIVAL』（東京都）
- 木更津ハワイアンフェスティバル（千葉県）
- GINZA ISLAND MUSIC LIVE（東京都）
- ukurena演奏会（岐阜県）
- 超十代『OTODAMA』（神奈川県）
- ALOHA YOKOHAMA（神奈川県）
- ZUTTO Hula for Life（愛知県）
- LOVE HAWAII COLLECTION（神奈川県）

ウクレレコンテスト審査員
- 『ウクレレパフォーマンスコンテスト2019・ソロ演奏の部』特別審査員（13歳）（愛知県）
- 『第一回ウクレレピクニック・キッズウクレレコンテスト』審査員（16歳）（神奈川県）

## モデル活動
モデル羚奈（モデルエージェンシーFLOS所属）として
- 2020年ユニバーサルミュージック「ニューヒロイン・オーディション・女優＆モデル発掘プロジェクト」イメージモデル
- イトーヨーカドー「ピンクラテ」（チラシ、web)
- ダイエー「オソロイTシャツ」（チラシ、web）
- AEONショッピングセンター（STILL）
- ホーユー　販売店用新商品紹介ビデオ
- 名進研小学校（パンフレット）
- 田中フトン（商品パッケージ）
- マンション「プラセシオン金山」
- アクトススポーツクラブ
- サンクスホーム（CM)
- 超十代『OTODAMA』（ファッションショー）